# Nástroje pro řízení kvality
Nástroje pro řízení kvality (ang. Quality control tools) představují část problematiky managementu kvality. Jde o nástroje pro dosažení stanovených cílů kvality a pro specifikování nezbytných provozních procesů.
Sedm základních nástrojů zlepšování kvality určených k operativnímu řízení kvality představuje (klasický) soubor jednoduchých a velmi efektivních statistických metod odhalování a analyzování problémů s kvalitou. Patří sem:
- Kontrolní tabulka a formulář pro sběr dat – metoda určená pro systematické shromažďování dat získaných pozorováním. Tabulky a formuláře mají většinou papírovou podobu a jsou vyplňovány tužkou. Zpracování získaných dat je obvykle elektronické, např. Paretovou analýzou.

- Histogram – patří k nejznámějším a nejpoužívanějším statistickým nástrojům k hodnocení a analýze souboru spojitých dat.
- Diagram příčin a následků – někdy nazývaný Ishikawův diagram, též diagram „rybí kost“. Slouží ke znázornění různých faktorů, které mohou ovlivnit výsledek.
- Vývojový diagram – patří k základním nástrojům zdokonalování procesu. Pomáhají pochopit, jak daný proces funguje.
- Paretův diagram – umožňuje rychle identifikovat kritické oblasti, na které je zapotřebí soustředit pozornost. Umožňuje rozdělit podstatné a méně podstatné faktory.

- Bodový diagram – pomůcka při studiu a popisu závislostí mezi dvěma proměnnými. Rozmístění bodů v bodovém diagramu určuje směr, tvar a druh závislosti mezi sledovanými proměnnými (závislosti funkční, statistické).

- Regulační diagram – nástroj pro statistickou regulaci procesu. Jde o grafickou pomůcku, která pomáhá oddělit náhodné a nenáhodné příčiny.

Sedm nových nástrojů k řízení kvality se uplatňuje především v oblasti plánování a definování cílů kvality:
- Afinitní diagram – grafický nástroj vhodný pro uspořádání velkého objemu informací, které se vztahují k řešenému problému.
- Diagram vzájemných vztahů – umožňuje identifikovat logické souvislosti mezi náměty, které se vztahují k řešenému, velmi složitému problému.
- Stromový diagram – znázorňuje rozložení celku na jednotlivé části. Je vhodný pro plánování, neboť umožňuje zobrazit strukturu problému a jeho rozložení na dílčí části.

- Maticový diagram – slouží k hledání vzájemných souvislostí a vztahů mezi dvěma nebo více oblastmi problému. Používají se diagramy tvaru L, T, Z nebo X.
- Analýza údajů v matici – umožňuje porovnání různých položek, které jsou charakterizovány více prvky. Položkami mohou být výrobky, varianty návrhu, dodavatelé, suroviny od různých dodavatelů, pracovníci atp.

- Diagram PDPC (Process Decision Programme Chart) – pomáhá identifikovat problémy při realizaci procesu a při vypracování plánu k jejich předcházení.
- Síťový diagram – nástroj pro hledání harmonogramu řešení procesu. Získané podklady lze využít pro zkrácení procesu výroby.

Fyzika poruch analyzuje poruchové mechanizmy a představuje nejnovější trendy mezi nástroji pro řízení kvality. Tento přístup využívá zkušební laboratoře a laboratoře pro rozbor poruch. Například vyráběná deska s plošnými spoji obsahuje malou část (zkušební kupon) pro zkoušení kritických technologických operací. Kupon je po vyrobení desky oddělen, zkoušen ve zkušební laboratoři a potom případně analyzován v laboratoři pro rozbor poruch.